# World Solar Challenge 2017
De Bridgestone World Solar Challenge 2017 was de veertiende editie van de World Solar Challenge (WSC), een race voor zonnewagens die tweejaarlijks in Australië wordt gehouden. De gebruikelijke 3021 km lange route (zie het hoofdartikel World Solar Challenge) van Darwin naar Adelaide werd gereden met controleposten in Katherine (322 km), Daly Waters (588 km), Tennant Creek (987 km), Barrow Creek (1210 km), Alice Springs (1493 km), Kulgera (1766 km), Coober Pedy (2179 km), Glendambo (2432 km) en Port Augusta (2720 km).
De Bridgestone World Solar Challenge 2017 startte op 8 oktober en eindigde op 15 oktober.

## Race klassen

### Challenger-klasse
De Bridgestone World Solar Challenge 2017 heeft 3 klassen: de "Challenger"-klasse, de "Cruiser"-klasse, en de "Adventure"-klasse. In de "Challenger"-klasse werd alleen op zonne-energie gereden, afgezien van de ongeveer 5 kWh die de volgeladen accu aan het begin van de race heeft, terwijl er met bijna lege accu in Adelaide wordt geëindigd. Deze wagens moeten aan strenge regels voldoen en vervoeren alleen één coureur. De race in de challenger klasse wordt telkens om 8:00 uur begonnen en om 17:00 uur stilgelegd, vastgesteld door een meerijdende controleur. De tijd dat er na 17:00 uur wordt doorgereden om een goede nachtkampplek te vinden, wordt bij de start de volgende ochtend gecompenseerd. De maximum oppervlakte voor Silicium PV cellen voor de challenger klasse is verkleind tot 4 m² (was 6 m2), tot 3,56 m2 voor dunne film gallium arsenide (GaAs) en tot 2,64 m² voor multi-junction cellen. Voor de Cruiser klasse zijn deze waarden 5,0 respectievelijk 4,4 en 3,3 m². De maximum afmetingen zijn verruimd tot 5 meter lengte en 2,20 meter breedte. Er moeten extra mechanische remmen op alle vier de wielen worden gemonteerd.
Het resultaat van de oppervlakte verkleining van de zonnecellen is, dat de meeste wagens smaller gebouwd zijn en daarom ook een lagere luchtweerstand hebben. Hoewel de oppervlakte van de cellen met een derde is afgenomen, en daarmee ook het opgevangen vermogen met een derde is afgenomen, is de snelheid gedaald van gemiddeld 90 km/uur tot circa 80 km/uur voor de koploper Nuna9, waarin triple junction GaAs zonnecellen zijn toegepast. Een opvallende constructie is de Novum uit Michigan, een smal voertuig, dat slechts één wielkast heeft voor alle 4 wielen en de coureur. Ook de Tokai Challenger uit Japan heeft deze constructie.

### Cruiser-klasse
In de "Cruiser"-klasse werd met auto's met zonnecellen gereden, maar de accu's werden onderweg ook vanuit het elektriciteitsnet bijgeladen, het aantal bijgeladen kWh is geregistreerd. Deze auto's hebben meer comfort en praktische bruikbaarheid en worden daarop ook beoordeeld: dit telt mee in de puntenwaardering waarop de einduitslag wordt gebaseerd. Belangrijk is de efficiëntie, uitgedrukt in passagierskilometers per kilowattuur extern bijgeladen lading. Veel passagiers vervoeren helpt dit getal omhoog. De wagens hebben naast de bestuurder nog minimaal één extra passagier. De Stella Vie uit Eindhoven had 5 inzittenden.

### Adventure-klasse
In de "Adventure"-klasse reden onder andere zonnewagens die niet aan de strenge eisen voor de "Challenger"-klasse voldoen, bijvoorbeeld oudere zonnewagens, maar die wel veilig bevonden worden. Er is in de adventure klasse geen wedstrijd-element.

## Deelnemers
Er waren 42 deelnemende teams uit 21 verschillende landen. De challenger-klasse telde 18 deelnemende teams, de cruiser-klasse 10 teams en de adventure-klasse 14 teams.
| Deelnemer                                                                                | Wagen naam          | Land                | Klasse     |
| ---------------------------------------------------------------------------------------- | ------------------- | ------------------- | ---------- |
| Punch Powertrain Solar Team                                                              | Punch Two           | België              | Challenger |
| Nuon Solar Team                                                                          | Nuna 9              | Nederland           | Challenger |
| Solar Team Twente                                                                        | RED shift           | Nederland           | Challenger |
| Solar Team Eindhoven                                                                     | Stella Vie          | Nederland           | Cruiser    |
| Clenergy Team Arrow                                                                      | Arrow STF           | Australië           | Cruiser    |
| Western Sydney Solar Team                                                                | Unlimited 2.0       | Australië           | Challenger |
| Adelaide University Solar Racing Team                                                    | Lumen II            | Australië           | Adventure  |
| MTA Super Sol Invictus                                                                   | MTAA Super Charge   | Australië           | Adventure  |
| Flinders Automotive Solar Team                                                           | Investigator Mk III | Australië           | Adventure  |
| UNSW Solar Racing Team Sunswift                                                          | Violet              | Australië           | Cruiser    |
| TAFE SA                                                                                  | SAV                 | Australië           | Adventure  |
| Blue Sky Solar Racing                                                                    | Polaris             | Canada              | Challenger |
| Antakari                                                                                 | Intikallpa IV       | Chili               | Challenger |
| RVCE Solar Car Team                                                                      | ARKA                | India               | Adventure  |
| Tokai University                                                                         | Tokai Challenger    | Japan               | Challenger |
| Kogakuin University Solar Team                                                           | Wing                | Japan               | Challenger |
| NITech Solar Racing Team                                                                 | Horizon 17          | Japan               | Challenger |
| Goko High School                                                                         | Musoushin           | Japan               | Challenger |
| UiTM Eco Photon                                                                          | TUAH                | Maleisië            | Adventure  |
| STC-2 Nikola                                                                             | Nikola              | Thailand            | Adventure  |
| ITU Solar Car Team                                                                       | B.O.W. Istanbul     | Turkije             | Challenger |
| Anadolu Solar Team                                                                       | Sunatolia 2         | Turkije             | Challenger |
| Cambridge University Eco Racing                                                          | Mirage              | Verenigd Koninkrijk | Adventure  |
| Durham University Electric Motorsport                                                    | DUSC                | Verenigd Koninkrijk | Adventure  |
| Principia Solar Car                                                                      | Ra X                | Verenigde Staten    | Challenger |
| Stanford Solar Car Project                                                               | Sundae              | Verenigde Staten    | Challenger |
| University of Michigan Solar Car Team                                                    | Novum               | Verenigde Staten    | Challenger |
| University of Minnesota Solar Vehicle Project                                            | Eos II              | Verenigde Staten    | Cruiser    |
| PrISUm                                                                                   | Penumbra            | Verenigde Staten    | Cruiser    |
| Mississippi Choctaw High School Solar Car Team                                           | Tuska Hashi III     | Verenigde Staten    | Adventure  |
| Illini Solar Car                                                                         | Argo                | Verenigde Staten    | Adventure  |
| NWU Solar                                                                                | Naledi              | Zuid-Afrika         | Challenger |
| Jusolarteam                                                                              | Solveig             | Zweden              | Challenger |
| MDH Solar Team                                                                           | MDH Solar Car       | Zweden              | Adventure  |
| Kookmin University Solar Car Team                                                        | Taegeuk             | Zuid-Korea          | Challenger |
| Neul-Hae-Rang                                                                            | Woong-bi            | Zuid-Korea          | Adventure  |
| Hochschule Bochum SolarCar Team                                                          | Thyssenkrupp Blue   | Duitsland           | Cruiser    |
| Team Sonnenwagen Aachen                                                                  | HUAWEI Sonnenwagen  | Duitsland           | Challenger |
| IVE Solar Car Team                                                                       | Sophie VI           | Hongkong            | Cruiser    |
| University of Tehran Solar Car Team                                                      | Persian Gazelle IV  | Iran                | Adventure  |
| Lodz Solar Team                                                                          | Eagle Two           | Polen               | Cruiser    |
| National Kaohsiung University of Applied Sciences & St. John's University Solar Car Team | Apollo VIII         | Taiwan              | Cruiser    |
| SunSPEC                                                                                  | SunSPEC5            | Singapore           | Cruiser    |

### Kwalificatieritten
Tijdens de kwalificatieritten op zaterdag 7 oktober werd de Punch Two uit Leuven 1ste, de Nuna9 (Nuon Solar Team, Delft) 4de, de Tokai challenger 13de, de Stella Vie uit Eindhoven 18de en de RED Shift (Solar team Twente) 32ste en laatste. Het gevolg was dat Twente zondag pas met een uur vertraging ten opzichte van de eerste wagen kon starten. De oorzaak van de slechte prestatie van de RED shift was storing van de communicatiekanalen in de wagen door de gps-tracker. Een EMC probleem dus.

## Uitslagen Challenger klasse

### Dag 1
Zondag 8 oktober 2017
| Plaats | Wagen            | Team                                  | Land             | Afstand (km)      | Aankomsttijd ACDT | Gemiddelde snelheid (km/hr) |
| ------ | ---------------- | ------------------------------------- | ---------------- | ----------------- | ----------------- | --------------------------- |
| 1      | Nuna 9           | Nuon Solar Team (Delft)               | Nederland        | 588 (Daly Waters) | 16:08             | 82,3                        |
| 2      | Tokai Challenger | Tokai Iniversity                      | Japan            | 588               | 16:16             | 80,8                        |
| 3      | Unlimited 2.0    | Western Sydney Solar Team             | Australië        | 588               | 16:18             | 80,5                        |
| 4      | Red shift        | Solar Team Twente                     | Nederland        | 588               | 16:30             | 78,3                        |
| 5      | Novum            | University of Michigan Solar Car Team | Verenigde Staten | 588               | 16:33             | 77,8                        |
| 6      | Punch Two        | Punch Powertrain Solar Team           | België           | 588               | 16:37             | 77,1                        |
| 7      | Wing             | Kogakuin University Solar Team        | Japan            | 588               | 16:46             | 75,7                        |
| 8      | Horizon 17       | NITech Solar Racing                   | Japan            | 322 (Katherine)   | 12:46             | 75,1                        |
| 9      | Sundae           | Stanford Solar Car Project            | Verenigde Staten | 322               | 12:51             | 73,7                        |
| 10     | Solveig          | JUsolarteam                           | Zweden           | 322               | 13:11             | 68,7                        |

### Dag 2
Maandag 9 oktober 2017.
De Nuna 9 had een defect in de voorwielophanging, dat snel gerepareerd werd. Niettemin wist Delft zijn leidende positie te behouden
| Plaats | Wagen            | Team                                  | Land             | Afstand (km)        | Aankomsttijd ACDT | Gemiddelde snelheid (km/hr) |
| ------ | ---------------- | ------------------------------------- | ---------------- | ------------------- | ----------------- | --------------------------- |
| 1      | Nuna 9           | Nuon Solar Team (Delft)               | Nederland        | 1210 (Barrow Creek) | 15:54             | 81,1                        |
| 2      | Tokai Challenger | Tokai Iniversity                      | Japan            | 1210                | 15:57             | 80,9                        |
| 3      | Red shift        | Solar Team Twente                     | Nederland        | 1210                | 16:18             | 79,1                        |
| 4      | Novum            | University of Michigan Solar Car Team | Verenigde Staten | 1210                | 16:24             | 78,5                        |
| 5      | Punch Two        | Punch Powertrain Solar Team           | België           | 1210                | 16:52             | 77,1                        |
| 6      | Unlimited 2.0    | Western Sydney Solar Team             | Australië        | 987 (Tennant Creek) | 13:06             | 78,2                        |
| 7      | Wing             | Kogakuin University Solar Team        | Japan            | 987                 | 13:19             | 76,9                        |
| 8      | Sundae           | Stanford Solar Car Project            | Verenigde Staten | 987                 | 14:57             | 68,2                        |
| 9      | Horizon 17       | NITech Solar Racing                   | Japan            | 987                 | 15:06             | 67,5                        |
| 10     | Solveig          | JUsolarteam                           | Zweden           | 987                 | 15:10             | 67,2                        |

### Dag 3
Dinsdag 10 oktober 2017
| Plaats | Wagen            | Team                                  | Land             | Afstand (km)         | Aankomsttijd ACDT | Gemiddelde snelheid (km/hr) |
| ------ | ---------------- | ------------------------------------- | ---------------- | -------------------- | ----------------- | --------------------------- |
| 1      | Nuna 9           | Nuon Solar Team (Delft)               | Nederland        | 1766 (Kulgera)       | 14:53             | 80,7                        |
| 2      | Novum            | University of Michigan Solar Car Team | Verenigde Staten | 1766                 | 15:49             | 77,4                        |
| 3      | Red shift        | Solar Team Twente                     | Nederland        | 1766                 | 16:05             | 76,5                        |
| 4      | Tokai Challenger | Tokai University                      | Japan            | 1766                 | 16:15             | 75,9                        |
| 5      | Punch Two        | Punch Powertrain Solar Team           | België           | 1766                 | 16:23             | 75,5                        |
| 6      | Unlimited 2.0    | Western Sydney Solar Team             | Australië        | 1493 (Alice Springs) | 14:58             | 66,4                        |
| 7      | Wing             | Kogakuin University Solar Team        | Japan            | 1493                 | 14:59             | 66,4                        |
| 8      | Sundae           | Stanford Solar Car Project            | Verenigde Staten | 1210 (Barrow Creek)  | 10:13             | 66,4                        |
| 9      | Polaris          | Blue sky solar racing                 | Canada           | 1210                 | 11:00             | 63,7                        |
| 10     | INTIKALLPA IV    | ANTAKARI                              | Chili            | 1210                 | 11:40             | 61,5                        |

### Dag 4
Woensdag 11 oktober 2017. Solar team Twente kreeg 30 minuten straftijd wegens ongeoorloofd gebruik van een kleedje bij liggen op de hete grond voor service.
| Plaats | Wagen            | Team                                  | Land             | Afstand (km)       | Aankomsttijd ACDT | Gemiddelde snelheid (km/hr) |
| ------ | ---------------- | ------------------------------------- | ---------------- | ------------------ | ----------------- | --------------------------- |
| 1      | Nuna 9           | Nuon Solar Team (Delft)               | Nederland        | 2432 (Glendambo)   | 14:51             | 81,5                        |
| 2      | Novum            | University of Michigan Solar Car Team | Verenigde Staten | 2432               | 16:50             | 76,4                        |
| 3      | Red shift        | Solar Team Twente                     | Nederland        | 2178 (Coober Pedy) | 13:13             | 75,8                        |
| 4      | Punch Two        | Punch Powertrain Solar Team           | België           | 2178               | 13:16             | 75,7                        |
| 5      | Tokai Challenger | Tokai University                      | Japan            | 2178               | 13:24             | 75,9                        |
| 6      | Unlimited 2.0    | Western Sydney Solar Team             | Australië        | 1766 (Kulgera)     | 12:22             | 62,2                        |
| 7      | Wing             | Kogakuin University Solar Team        | Japan            | 1766               | 13:20             | 60,2                        |
| 8      | Polaris          | Blue Sky Solar Racing                 | Australië        | 1766               | 15:09             | 56,7                        |
| 9      | Solveig          | JUsolarteam                           | Zweden           | 1766               | 15:12             | 56,6                        |
| 10     | INTIKALLPA IV    | ANTAKARI                              | Chili            | 1766               | 15:36             | 55,9                        |

### Dag 5
Donderdag 12 oktober 2017
| Plaats | Wagen            | Team                                  | Land             | Afstand (km)       | Aankomsttijd ACDT | Gemiddelde snelheid (km/hr) |
| ------ | ---------------- | ------------------------------------- | ---------------- | ------------------ | ----------------- | --------------------------- |
| 1      | Nuna 9           | Nuon Solar Team (Delft)               | Nederland        | 3021 (Adelaide)    | 14:10             | 81,2                        |
| 2      | Novum            | University of Michigan Solar Car Team | Verenigde Staten | 3021               | 16:09             | 77,1                        |
| 3      | Punch Two        | Punch Powertrain Solar Team           | België           | 3021               | 16:38             | 75,7                        |
| 4      | Tokai Challenger | Tokai University                      | Japan            | 3021               | 16:48             | 75,9                        |
| 5      | Red shift        | Solar Team Twente                     | Nederland        | 3021               | 13:13             | 75,6                        |
| 6      | Unlimited 2.0    | Western Sydney Solar Team             | Australië        | 2432 (Glendambo)   | 14:20             | 63,4                        |
| 7      | Wing             | Kogakuin University Solar Team        | Japan            | 2432               | 14:40             | 60,2                        |
| 8      | Solveig          | JUsolarteam                           | Zweden           | 2178 (Coober Pedy) | 13:29             | 57,3                        |
| 9      | Polaris          | Blue Sky Solar Racing                 | Australië        | 2178               | 13:44             | 57,0                        |
| 10     | INTIKALLPA IV    | ANTAKARI                              | Chili            | 2178               | 13:44             | 57,0                        |

### Dag 6
Vrijdag 13 oktober 2017
| Plaats | Wagen         | Team                           | Land      | Afstand (km)        | Aankomsttijd ACDT | Gemiddelde snelheid (km/hr) |
| ------ | ------------- | ------------------------------ | --------- | ------------------- | ----------------- | --------------------------- |
| 6      | Unlimited 2.0 | Western Sydney Solar Team      | Australië | 3021 (Adelaide)     | 14:08             | 65,5                        |
| 7      | Wing          | Kogakuin University Solar Team | Japan     | 3021                | 15:19             | 63,8                        |
| 8      | Solveig       | JUsolarteam                    | Zweden    | 2720 (Port Augusta) | 13:03             | 59,7                        |
| 9      | INTIKALLPA IV | ANTAKARI                       | Chili     | 2720                | 13:12             | 59,5                        |
| 10     | Polaris       | Blue Sky Solar Racing          | Australië | 2720                | 13:24             | 59,3                        |

### Dag 7
Zaterdag 14 oktober 2017
| Plaats | Wagen         | Team                       | Land             | Afstand (km)    | Aankomsttijd ACDT | Gemiddelde snelheid (km/hr) |
| ------ | ------------- | -------------------------- | ---------------- | --------------- | ----------------- | --------------------------- |
| 8      | Solveig       | JUsolarteam                | Zweden           | 3021 (Adelaide) | 9:38              | 59,7                        |
| 9      | Sundae        | Stanford Solar Car Project | Verenigde Staten | 3021            | 9:44              | 59,5                        |
| 10     | INTIKALLPA IV | ANTAKARI                   | Chili            | 3021            | 10:07             | 59,1                        |

## Uitslagen cruiser klasse

### Dag 1
Zondag 8 oktober 2017:
| Plaats | Wagen      | Team                            | Land      | Eindlocatie | Snelheid (km/hr) | Passagierskilometers | Bijgetankte kWh | Passagierskilometers/kWh | Energiescore |
| ------ | ---------- | ------------------------------- | --------- | ----------- | ---------------- | -------------------- | --------------- | ------------------------ | ------------ |
| 1      | Stella Vie | Solar Team Eindhoven            | Nederland | Katherine   | 65               | 1610                 | 7               | 211                      | 80           |
| 2      | Eagle Two  | Lodz Solar Team                 | Polen     | Katherine   | 56               | 966                  | 7               | 133                      | 50,5         |
| 3      | Violet     | UNSW Solar Racing Team Sunswift | Australië | Katherine   | 57               | 1288                 | 10              | 121                      | 46,1         |

### Dag 2
Maandag 9 oktober 2087:
| Plaats | Wagen      | Team                            | Land             | Eindlocatie   | Snelheid (km/hr) | Passagierskilometers | Bijgetankte kWh | Passagierskilometers/kWh | Energiescore |
| ------ | ---------- | ------------------------------- | ---------------- | ------------- | ---------------- | -------------------- | --------------- | ------------------------ | ------------ |
| 1      | Stella Vie | Solar Team Eindhoven            | Nederland        | Tennant Creek | 68               | 3339                 | 15,2            | 219,3                    | 80           |
| 2      | Violet     | UNSW Solar Racing Team Sunswift | Australië        | Daly Waters   | 60               | 2352                 | 21,2            | 111,2                    | 40,6         |
| 3      | Penumbra   | PrISUm                          | Verenigde Staten | Daly Waters   | 52               | 2352                 | 22,5            | 104,4                    | 38,1         |

### Dag 3
Dinsdag 10 oktober 2017:
| Plaats | Wagen                     | Team                                          | Land             | Eindlocatie   | Snelheid (km/hr) | Passagierskilometers | Bijgetankte kWh | Passagierskilometers/kWh | Energiescore |
| ------ | ------------------------- | --------------------------------------------- | ---------------- | ------------- | ---------------- | -------------------- | --------------- | ------------------------ | ------------ |
| 1      | Stella Vie                | Solar Team Eindhoven                          | Nederland        | Alice Springs | 66               | 7465                 | 22,8            | 326,8                    | 80           |
| 2      | Thyssenkrupp Blue.Cruiser | HS Bochum SolarCar-Team                       | Duitsland        | Alice Springs | 69               | 3462                 | 44,1            | 78,5                     | 19,2         |
| 3      | Eos II                    | University of Minnesota Solar Vehicle Project | Verenigde Staten | Barrow Creek  | 62               | 1532                 | 20,3            | 75,7                     | 18,5         |

### Dag 4
Woensdag 11 oktober 2087:
| Plaats | Wagen                     | Team                                          | Land             | Eindlocatie | Snelheid (km/hr) | Passagierskilometers | Bijgetankte kWh | Passagierskilometers/kWh | Energiescore |
| ------ | ------------------------- | --------------------------------------------- | ---------------- | ----------- | ---------------- | -------------------- | --------------- | ------------------------ | ------------ |
| 1      | Stella Vie                | Solar Team Eindhoven                          | Nederland        | Coober Pedy | 67               | 8150                 | 30,5            | 267,6                    | 80           |
| 2      | Thyssenkrupp Blue.Cruiser | HS Bochum SolarCar-Team                       | Duitsland        | Coober Pedy | 69               | 5383                 | 58,8            | 91,5                     | 27,4         |
| 3      | Eos II                    | University of Minnesota Solar Vehicle Project | Verenigde Staten | Kulgera     | 60               | 2088                 | 27,0            | 77,3                     | 23,1         |

### Dag 5
Donderdag 12 oktober 2017. De middenconsole van de Stella Vie brak af, en de bestuurder zat met een los stuur in zijn handen. De Stella Vie kwam op de weg tot stilstand. Het Solar Team Eindhoven heeft de wagen gerepareerd, zodat er vrijdag gefinisht kon worden in Adelaide.
| Plaats | Wagen                     | Team                                          | Land             | Eindlocatie  | Snelheid (km/hr) | Passagierskilometers | Bijgetankte kWh | Passagierskilometers/kWh | Energiescore |
| ------ | ------------------------- | --------------------------------------------- | ---------------- | ------------ | ---------------- | -------------------- | --------------- | ------------------------ | ------------ |
| 1      | Stella Vie                | Solar Team Eindhoven                          | Nederland        | Port Augusta | 69               | 8692                 | 38,1            | 228,3                    | 80           |
| 2      | Thyssenkrupp Blue.Cruiser | HS Bochum SolarCar-Team                       | Duitsland        | Port Augusta | 69               | 7263                 | 73,5            | 98,8                     | 34,6         |
| 3      | Eos II                    | University of Minnesota Solar Vehicle Project | Verenigde Staten | Glendambo    | 63               | 2754                 | 33,8            | 81,6                     | 28,6         |

### Dag 6
Vrijdag 13 oktober 2017. Het Solar Team Eindhoven heeft tot in de nacht doorgewerkt om de Stella Vie te repareren.
| Plaats | Wagen                     | Team                    | Land      | Eindlocatie | Snelheid (km/hr) | Passagierskilometers | Bijgetankte kWh | Passagierskilometers/kWh | Energiescore |
| ------ | ------------------------- | ----------------------- | --------- | ----------- | ---------------- | -------------------- | --------------- | ------------------------ | ------------ |
| 1      | Stella Vie                | Solar Team Eindhoven    | Nederland | Adelaide    | 69               | 10197                | 45,7            | 223,2                    | 80           |
| 2      | Thyssenkrupp Blue.Cruiser | HS Bochum SolarCar-Team | Duitsland | Adelaide    | 69               | 7865                 | 88,2            | 89,2                     | 32           |
| 3      | Arrow STF                 | Clenergy Team Arrow     | Australië | Adelaide    | 63               | 5263                 | 91,5            | 57,5                     | 20,6         |